# 12:01
12:01 ist ein US-amerikanischer Science-Fiction-Film aus dem Jahr 1993 mit Jonathan Silverman und Helen Slater in den Hauptrollen. Es ist eine Adaptation von Richard Lupoffs Kurzgeschichte 12:01 PM, die im Dezember 1973 im The Magazine of Fantasy & Science Fiction veröffentlicht wurde. Der Film startete am 16. Dezember 1993 in den deutschen Kinos.

## Handlung
Barry Thomas ist ein einfacher Angestellter der UTREL Corporation, eines Hightech-Konzerns, und geht monotonen Tätigkeiten in der Personalabteilung nach. Dr. Moxley hingegen arbeitet als wissenschaftlicher Leiter an einem riskanten Projekt, dem Bau eines Superbeschleunigers der atomare Teilchen schneller als das Licht beschleunigen soll. Damit soll viel mehr und weit billiger Energie produziert werden als mit herkömmlichen Methoden. Da dieses Projekt auch das Risiko einer Zeitwiederholung haben kann, hat die Regierung das Projekt gestoppt kurz bevor der Superbeschleuniger aktiviert werden sollte.
Barrys heimliche Liebe und Kollegin Dr. Lisa Fredericks arbeitet an dem Projekt. Sie fällt einem Mordanschlag zum Opfer kurz nach dem Stopp des Projektes, und Barry wird Zeuge des Mordes. Am nächsten Morgen wacht Barry auf und stellt fest, dass sich der Tag wiederholt. Das Verhalten seines Umfelds ist identisch, und auch Lisa lebt. Später findet Barry heraus, dass ein Stromschlag, den er genau um 12:01 Uhr bekam, dafür verantwortlich war, dass er denselben Tag immer wieder aufs Neue erlebt und sich als Einziger daran erinnern kann.
Ebenfalls findet er heraus, dass das Ganze kein Zufall, sondern ein Zeitereignis ist, das Dr. Moxley verursacht hat, als er illegal exakt zu diesem Zeitpunkt den Superbeschleuniger startete, in der Hoffnung, mit dem Projekt auf diese Weise weitermachen zu können, weil er nicht an das Risiko einer Zeitwiederholung glaubte und durch das Projekt Ruhm und Profit ernten wollte. Zusätzlich findet er heraus, dass Moxley Lisa ermorden ließ, weil sie seinen Absichten im Wege stand.  Da Barry den Stromschlag in dem Moment bekam, als Moxley den Superbeschleuniger startete, wurde er aus der Zeitschleife geschubst und kann deshalb bemerken, was vor sich geht. Die Welt dagegen ist in dieser Zeitschleife gefangen, weil sie aufgrund der Zeitschleife nicht bemerken kann, was vor sich geht.
Barry tut jetzt alles, um den Mordanschlag auf Lisa in der Zeitschleife zu vereiteln und mit ihrer Hilfe das Experiment zu verhindern, was auch das Ende des Zeitsprungs bedeuten würde. Schließlich gelingt es ihm nach fünf Wiederholungen desselben Tages auch, den Mordanschlag an Lisa zu verhindern, Lisa zu erklären, was vor sich geht und mit ihrer Hilfe Moxleys Pläne zu durchkreuzen, wobei er Moxley in Notwehr töten muss, um ihn bei seinem Handeln zu stoppen. Dabei stellen Barry und Lisa im Laufe der Zeit fest, dass sie sich sehr mögen, verlieben sich leidenschaftlich ineinander, und es wird angedeutet, dass sie nach der Aufklärung der Geschehnisse gegenüber den Behörden heiraten werden.

## Rezeption
Ursprünglich eine Fernsehproduktion, lief der Film in Deutschland dennoch ohne nennenswerten Erfolg im Kino. Er wurde nur wenige Monate nach der thematisch ähnlich gelagerten Filmkomödie Und täglich grüßt das Murmeltier von Harold Ramis veröffentlicht. Richard Lupoff äußerte sich zu diesem Spielfilm folgendermaßen: Die Geschichte wurde gestohlen und in einen abendfüllenden Film gebracht. Jonathan Heap und ich waren außer uns und wollten gegen die Gauner vorgehen, die uns beraubt hatten. Aber das Hollywood-Establishment schloß die Reihen. Wir waren nicht Art Buchwald. Nach einem halben Jahr Rechtsanwaltskonferenzen und großem emotionalem Stress beschlossen wir, die Sache hinter uns zu lassen und unsere Leben fortzuführen.
Der Film ist ein Remake des Oscar-nominierten Kurzfilms 12:01 PM.

## Synchronisation
Die Synchronisation erfolgte bei Legard Synchron in Berlin unter der Synchronregie von Matthias Müntefering.
| Rolle              | Darsteller                | Synchronsprecher        |
| ------------------ | ------------------------- | ----------------------- |
| Barry Thomas       | Jonathan Silverman        | Michael Nowka           |
| Lisa Fredericks    | Helen Slater              | Claudia Lehmann         |
| Dr. Thadius Moxley | Martin Landau             | Friedrich W. Bauschulte |
| Robert Denk        | Nicolas Surovy            | Helmut Gauß             |
| Anne Jackson       | Robin Bartlett            | Heike Schroetter        |
| Howard Richter     | Jeremy Piven              | Michael Walke           |
| Detective Cryers   | Glenn Morshower           | Stefan Fredrich         |
| Jack Spays         | Mark Christopher Lawrence | Frank-Otto Schenk       |
| Dr, Tiberius Scott | Paxton Whitehead          | Eric Vaessen            |

## Kritik
„Ein konventionell inszeniertes Fernsehspiel, das auf der Kinoleinwand deplaziert wirkt. Die originelle Grundidee wird durch die geistlose Regie weitgehend verschenkt.“

„Nervenzerrender Thriller mit ironischen Tönen. Fazit: Ein Déjà-vu-Erlebnis der spannenden Art.“

## Auszeichnungen
- Brussels International Fantastic Film Festival 1994 – Publikumspreis Pegasus für Jack Sholder
- Edgar Allan Poe Award 1994 – Nominierung in der Kategorie Bestes Drehbuch für einen Fernsehfilm oder eine Miniserie für Philip Morton
- Gérardmer Film Festival 1994 – Großer Preis in der Kategorie Video für Jack Sholder

## Veröffentlichungen
Der Film wurde im April 2002 von MCP Sound & Media auf DVD veröffentlicht (ca. 90 Minuten, Bildformat 1.33:1, Tonformat stereo deutsch). Im November 2006 folgte eine englische Ausgabe von Image Entertainment (ca. 92 Minuten, Bildformat 1.85:1, Tonformate Dolby Digital 5.1 und 2.0 stereo englisch), aufgewertet durch einen Audiokommentar des Regisseurs Jack Sholder.